# Aeródromo Bernardo O'Higgins
Aeródromo Bernardo O'Higgins är en flygplats i Chile.   Den ligger i provinsen Provincia de Ñuble och regionen Región del Biobío, i den södra delen av landet, 400 km söder om huvudstaden Santiago de Chile. Aeródromo Bernardo O'Higgins ligger 150 meter över havet.
Terrängen runt Aeródromo Bernardo O'Higgins är platt. Runt Aeródromo Bernardo O'Higgins är det ganska tätbefolkat, med 124 invånare per kvadratkilometer.. Närmaste större samhälle är Chillán, 7,0 km väster om Aeródromo Bernardo O'Higgins.
Trakten runt Aeródromo Bernardo O'Higgins består till största delen av jordbruksmark.